# إلهام زكييف
إلهام عزيزاغا أوغلو زكييف ((بالأذرية: İlham Zəkiyev)، مواليد 3 مارس 1980، سومقاييت) هو لاعب الجودو البارالمبي أذربيجاني كفيف.

## المسيرة المهنية
بدأ دراسة الجودو عندما كان عمره 11 عامًا. في عام 1998، عندما كان عمره 18 عامًا، ذهب للخدمة في الجيش الأذربيجاني في قرية عبد الرحمنلي السفلى بمنطقة مقاطعة فضولي. خدم على خط المواجهة في منطقة نزاع ناغورنو كاراباخ. في 4 فبراير 1999، أصيب برصاصة في رأسه من قناص أرمني، أثناء مهمة قتالية. مرت الرصاصة عبر رأسه بالكامل، ودخلت من الجهة اليسرى وخرجت من الصدغ الأيمن. نتيجة لذلك، فقد زكييف بصره تمامًا. بعد إعادة تأهيل طويلة عاد إلى الرياضة ولكن كلاعب بارالمبي. وهو حاصل على حزام أسود 7 دان.
فاز بميدالية ذهبية في الألعاب البارالمبية في أثينا 2004 والألعاب البارالمبية في بكين 2008 في فئة وزن +100 كجم. كان زكييف بطل أوروبا ثماني مرات، وبطل العالم مرتين.

### 2024
في عام 2024، مثل إلهام زكييف أذربيجان في الألعاب البارالمبية الصيفية التي أقيمت في باريس. تنافس في فئة J1 في فئة وزن +90 كجم وفاز بميدالية برونزية.
بموجب مرسوم من الرئيس إلهام علييف في 10 سبتمبر 2024، تم منح إلهام زكييف 50,000 مانات لحصوله على المركز الثالث في الألعاب البارالمبية الصيفية، بينما حصل مدربه على 25,000 مانات. في مرسوم آخر صدر في نفس اليوم، كُرم زكييف أيضًا بوسام خدمة الوطن من الدرجة الثانية.

## الحياة الشخصية
في عام 2008، حصل زكييف على وسام شهرة لخدماته في تطوير الرياضة الأذربيجانية.
وهو من أشد المؤيدين لنادي نيفتشي باكو.

## وصلات خارجية
- إلهام زكييف على موقع الفيدرالية الدولية للجودو (الإنجليزية)
- إلهام زكييف على موقع الفيدرالية الدولية للجودو (الإنجليزية)
- إلهام زكييف على موقع JudoInside.com (الإنجليزية)
- إلهام زكييف على موقع AllJudo.net (الفرنسية)
- إلهام زكييف على موقع Paralympic.org (الإنجليزية)
- ilham_zakiyevعلى تويتر.
- Nicolas Messner. Ilham Zakiyev: An Exemplary Colossus // IJF, 13. Aug 2018.